# Deep Zone Project
I Deep Zone Project (in bulgaro Дийп Зоун Проджект?) sono un gruppo musicale bulgaro attivo dal 1998 e attualmente formato da Dian Savov, Eva-Marija Petrova, Dani Dimitrov e Svetlin Kuslev.
Hanno rappresentato la Bulgaria all'Eurovision Song Contest 2008 con il brano DJ, Take Me Away.

## Carriera
Già noti sin dall'inizio degli anni 2000 in Bulgaria, a fine 2007 i Deep Zone Project hanno preso parte a EuroBGVision, la selezione del rappresentante bulgaro per l'Eurovision, con il brano DJ, Take Me Away cantato da Joanna Dragneva. Il 23 febbraio 2008, nella finale del programma, sono stati incoronati vincitori dal televoto. Nella seconda semifinale dell'Eurovision Song Contest 2008, che si è tenuta il successivo 22 maggio a Belgrado, si sono piazzati all'11º posto su 19 partecipanti con 56 punti totalizzati, non riuscendo a qualificarsi per la finale.
Nel 2011 Joanna Dragneva ha lasciato il gruppo ed è stata sostituita da Nadežda Petrova, che ne è stata la cantante fino al 2015, quando è subentrata Nelina Georgieva. Dal 2018 Eva-Marija Petrova dà la voce alle canzoni dei Deep Zone.

## Formazione

### Formazione attuale
- DJ Dian Solo (Dian Savov) - DJ, tastiere
- Eva-Marija Petrova - voce
- Dani Dimitrov - chitarra
- Starlight (Svetlin Kuslev) - sassofono

### Ex componenti
- JuraTone (Ljubomir Michailov) - chitarra
- Rossko (Rosen Stoev) - DJ, arpa laser
- Joanna Dragneva - voce
- Startrax (Alex Kiprov) - tastiere
- Nadia (Nadežda Petrova) - voce
- Nelina Georgieva - voce

## Discografia

### Album in studio
- 2001 – Ela izgrej
- 2006 – Ledeno kafe
- 2010 – Dance Energy
- 2014 – Njama ne

### Raccolte
- 2017 – Longest Album

### Singoli
- 2007 – Clap Yo Hands
- 2007 – Mystika
- 2007 – Welcome to the Loop
- 2007 – DJ, Take Me Away
- 2012 – I Love You My DJ
- 2013 – Made for Loving You
- 2015 – Neka silata e s nas
- 2015 – Leten kadăr
- 2016 – Maski dolu
- 2016 – Magnit
- 2018 – Oblače le bjalo
- 2018 – Golden Girls
- 2019 – Bălgarka
- 2019 – Săzdadeni edni za drug
- 2019 – Bjagstvo
- 2019 – Please Don't Go